# 陶柳
陶柳（1890年—1949年1月6日），湖南醴陵陶家壟楓樹下人。清宣統三年（1911年）入陶廣部任文書，不久考入湖南講武堂1期步科。歷任連長、營長、團長、副旅長、57旅旅長。1927年5月21日，由許克祥作指揮，王東原、陶柳等人包圍封鎖湖南省共產黨黨部、總工會、農民協會、省黨校、省特別法庭等二十多處為共黨機關，解除了工人糾察隊和農民自衛軍武裝。許克祥並宣布擁護蔣中正的南京國民政府，是為馬日事變。1934年任第二十八军六十二师师长，隨後多次參加剿匪的戰鬥。1937年8月13日，日軍進犯上海，對日抗戰全面爆發，奉命率六十二师离湘西赴第三战区浙江东海前头线。在金山卫、萧山一带阻击日军。後參與浙贛會戰，1938年3月渡海深入淪陷區，展開抗日游擊戰。1942年8月，晋升为第二十八軍軍長。1945年6月，國共內戰期間，出動12個團，在忠救軍的協同下，兵分四路，向孝豐分進合擊粟裕。1949年1月6日在长沙逝世。